# Coeligena wilsoni
Coeligena wilsoni là một loài chim trong họ Trochilidae.